# Jamiroquai
Jamiroquai (prononcé : [dʒəˈmɪɹəkwaɪ]) est un groupe britannique d'acid jazz et funk, originaire de Londres, en Angleterre. Mené par le chanteur Jay Kay, il se fait une place à Londres, au début des années 1990, dans le mouvement acid jazz, alors en plein essor. Jamiroquai se démarque vite parmi les groupes de l'époque (Incognito, Brand New Heavies, Galliano ou Corduroy (en)). Le groupe acquiert une renommée mondiale, tout en faisant évoluer sa musique. Il a publié huit albums studios au cours de sa carrière, dont le dernier en date est Automaton, sorti en 2017.
Le nom Jamiroquai est un mot-valise : « jam » est un terme de jazz qui fait référence à l'improvisation musicale, et « iroquai » fait référence à une tribu amérindienne, les Iroquois.

## Histoire

### Premiers succès

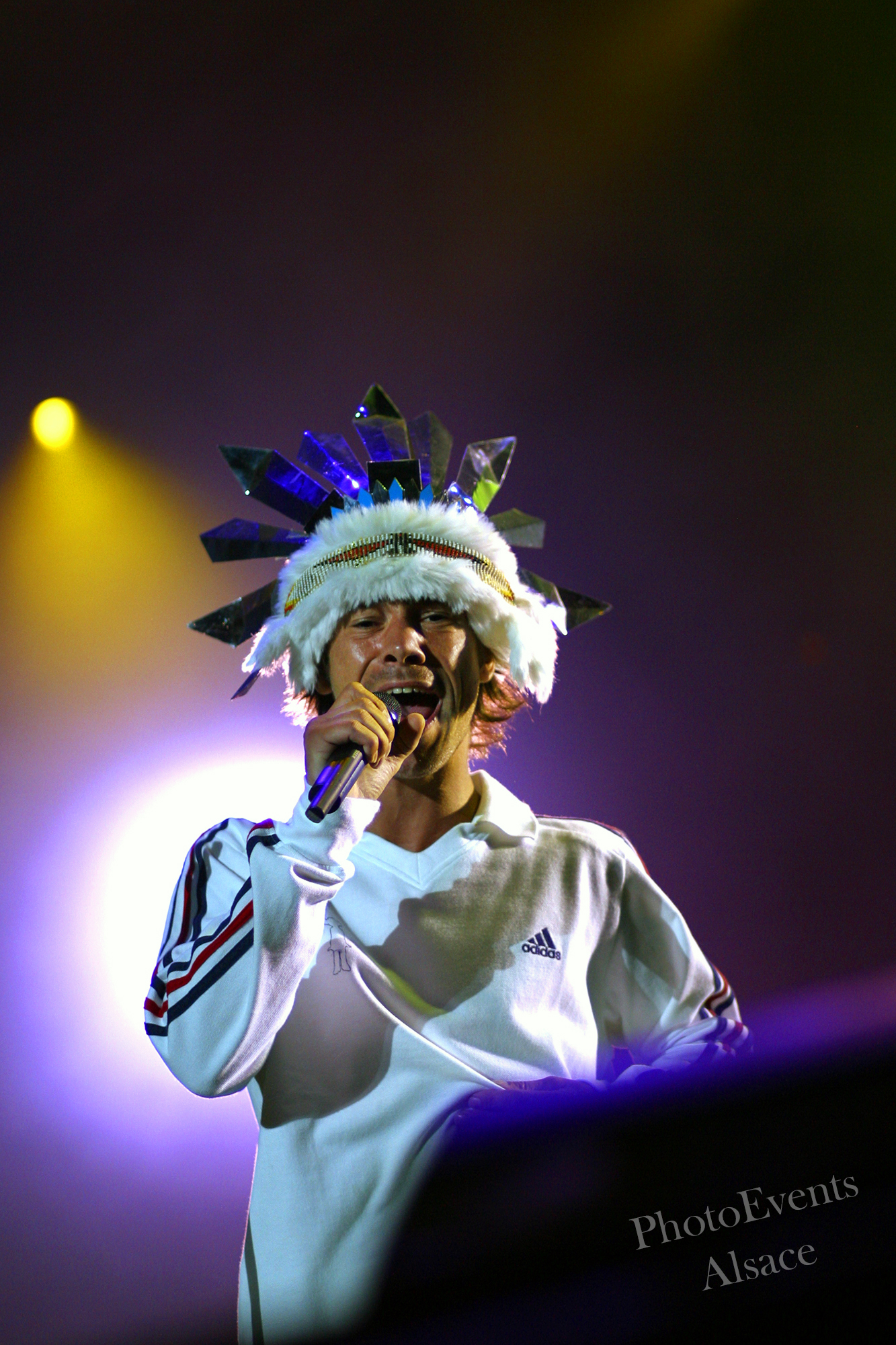
Jay Kay en live, au Portugal, en 2003.

Après avoir échoué à une audition pour devenir chanteur des Brand New Heavies, Jay Kay décide de monter son propre groupe. En écoutant la cassette qu'il lui a envoyée, le directeur de la maison de production s'attend alors à rencontrer par la suite une femme noire à cause de sa voix particulière laissant deviner plutôt une chanteuse afro-jazz. Le premier single de Jamiroquai, When You Gonna Learn? (en) sort en 1992 sur le label Orenda. Il obtient un petit succès au Royaume-Uni permettant au groupe de signer un contrat de huit albums avec Sony (aujourd’hui Sony Music Entertainment). Le premier, intitulé Emergency on Planet Earth, sort au début de l'été 1993, et remporte d'emblée un grand succès, se classant no 1 en Angleterre et contenant plusieurs hits (dont le Top 10 Too young to die (en)). Le deuxième album, The Return of the Space Cowboy, arrive fin 1994 et connaît également le succès.

### Vers la consécration
En 1996, avec la sortie du troisième album Travelling Without Moving, Jamiroquai devient mondialement connu grâce à trois tubes Virtual Insanity, Cosmic Girl et Alright. Le groupe fait un carton sur le marché du disque américain : aux MTV Video Music Awards de 1997, le clip vidéo de Virtual Insanity remporte quatre récompenses (meilleure vidéo, meilleurs effets spéciaux, meilleure mise en scène et prix de l’innovation vidéo).
Deeper Underground (en), nouveau tube international sorti l’année suivante, est intégré à la bande originale du film Godzilla (1998). La chanson Canned Heat (en) figure aussi sur les bandes originales des films Danse Ta Vie (2000) et Napoleon Dynamite (2004).
Le style acid jazz des trois premiers albums demeure sur le quatrième, Synkronized (1999), mais les goûts de Jay Kay se tournent vers du disco teinté de funk et de musique électronique, avec notamment Supersonic (en) et Destitute Illusions. Ce nouvel album marquera un changement dans le groupe puisque le bassiste Stuart Zender décide de quitter la formation, en désaccord avec l'évolution artistique. Pour des raisons de droits d'auteurs entre Zender et le groupe, Synkronized, initialement appelé Symphonized (dont l'origine du nom reste inconnue mais supposé inventé par des fans), terminé en 1998, a dû être réécrit intégralement.
En 2000, le groupe écrit la chanson Everybody's Going to the Moon pour la bande originale du film d'animation québécois Titan A.E..
Cette nouvelle orientation favorise les succès commerciaux. Avec leur cinquième album A Funk Odyssey (2001), les influences disco sont renforcées. Le titre Little L connaît le succès dans le monde entier. Le 29 avril 2002, Toby Smith, claviériste et principal compositeur du groupe avec Jay Kay depuis 1992, quitte Jamiroquai.
L'album Dynamite sort le 20 juin 2005. Classé troisième du hit-parade britannique, il atteint également le Top 5 un peu partout dans le monde, même si l'on peut noter, finalement, un moindre impact dans les classements et une amorce de déclin au niveau des ventes. Cet album est un des plus diversifiés de Jamiroquai. On peut aussi bien y trouver des morceaux dans le plus pur style disco ((Don't) Give Hate A Chance (en)), que des chansons aux racines jazz (Talullah). Le premier single Feels Just Like It Should (en) sort en juin 2005 et le second Seven Days In Sunny June (en) au mois d'août qui fait partie de la B.O du film Le diable s'habille en Prada.
Début 2006, Jason Kay se dit amer d’être resté aussi longtemps avec son label discographique Sony BMG. Dans une interview avec le Sydney Morning Herald, il déclare : « De nos jours, c’est 18 % de musique et 82 % de ce marketing à la con. La prochaine fois que je fais un album, je le mets sur Internet pour 5 dollars. » Il lance aussi une remarque sur la compilation Greatest Hits qui est une obligation contractuelle : « En 2006, nous sortons de cette putain d’image. Prenez votre "Greatest Hits" et collez-le vous où je pense ». Ses différents commentaires dans une interview du Sun (« Il est temps de penser à autre chose. Je désire faire ma vie… Je veux la paix, la tranquillité et rencontrer une fille charmante puis avoir plein d’enfants. ») font courir la rumeur qu’il compte se retirer après The Dynamite Tour.
En mars 2006, Jamiroquai annonce son partenariat avec la maison de disques Columbia Records, label affilié à Sony Music Entertainment. Août 2006, le groupe annonce officiellement la sortie de son album Greatest Hits High Times 1992-2006 qui paraît en fin d'année, atteignant la 1re place au Royaume-Uni et le Top 20 dans de nombreux pays. Cet album contient deux nouvelles chansons, Runaway et Radio. La sortie de ce septième album marque la fin du contrat entre Jamiroquai et Sony BMG Music. Dans Runaway, le chanteur s'adresse d'ailleurs directement à Sony BMG Music, comme l'explique la théorie de SL, plus tard confirmée par Jay Kay lors d'une interview au célèbre magazine anglais Blues and Soul daté du 8 novembre 2006.

### Déclin progressif
Sur le site officiel du groupe, le chanteur du groupe annonce la préparation d'un nouvel album et dément les rumeurs déclarant qu'il se serait retiré du monde de la musique. Un album serait déjà prêt, mais selon Jay Kay lors de ses concerts (notamment à Rock in Rio (Madrid) et à Monaco en juillet 2008) « Nous avons une bonne et une mauvaise nouvelle ; la bonne nouvelle c'est que nous avons un nouvel album, la mauvaise nouvelle, c'est que nous n'avons pas de maison de disques, [rire] », sur le ton de l'ironie.
Le 24 juin 2010, lors du Debut Club show, Jamiroquai dévoile une nouvelle chanson prénommée Rock Dust Light Star. Le 26 juin, lors du festival Hard Rock Calling, Jay Kay annonce que le prochain album doit sortir en octobre, il a également pris la pose pour la pochette du futur album devant le photographe Mitch Jenkins. Le 18 juillet, au Festival des Vieilles Charrues, Jay Kay annonce un prochain album pour novembre 2010, information confirmée le 21 juillet lors du concert aux arènes de Nîmes, répétée le 23 juillet lors du Paléo Festival et agrémentée d'une performance live du titre Rock Dust Light Star. Le 30 août sort le single White Knuckle Ride. Le nouvel album, plutôt funk rock, s'intitule Rock Dust Light Star et sort le 1er novembre accompagné du single Blue Skies. Cependant, les ventes de ce disque marquent cette fois-ci un net recul (déjà perçu — dans une moindre mesure — avec l'album Dynamite) par rapport à ses prédécesseurs, que ce soit au Royaume-Uni comme au niveau international (notamment aux États-Unis où il n'entre même pas dans le Top 200).
Le 3 décembre 2010, le site officiel annonce une tournée européenne devant commencer en mars 2011. Lors de celle-ci, un drame survient le 24 mars 2011 à la Halle Tony-Garnier de Lyon : un technicien français chargé de monter la scène se tue en faisant une chute d'une quinzaine de mètres. Le spectacle est alors annulé. La presse se fait l'écho d'un concert de remplacement le 28 juillet 2011 au Théâtre antique de Vienne, mais celui-ci ne sera jamais confirmé. Le concert de remplacement aura lieu finalement le 30 novembre 2011.
Le 9 juin 2011, le nouveau single du groupe, Smile, sort en téléchargement gratuit. Ce single est issu des sessions d'enregistrement de Rock Dust Light Star, mais n'avait pas été inclus dans la liste des titres retenus pour celui-ci.
Le 7 décembre 2012, à l'occasion des vingt ans du groupe, Jay Kay annonce dans un message destiné aux fans sur leur site officiel qu'un nouvel album va entrer en production très prochainement. Aucune date n'est cependant apportée quant à la sortie de ce futur disque. Le 8 mars 2013, les trois premiers albums du groupe (Emergency on Planet Earth, The Return of the Space Cowboy et Travelling Without Moving) paraissent en versions remastérisées, en éditions Deluxe comprenant des bonus.
Annoncé par le bassiste Paul Turner en juin 2016 sur Twitter, le 8e album doit sortir fin 2016 avec un premier single en septembre. Sola Akingbola annonce le 16 juillet que l'album paraîtra le 4 novembre 2016, mais il n'en sera finalement rien.
Il faut attendre début 2017 pour que le groupe confirme les rumeurs sur les différents réseaux sociaux : l'album sortira en fait le 31 mars 2017. Son premier single, Automaton, paraît le 27 janvier 2017 et a été entendu la veille pour la toute première fois sur la radio BBC 2. À sa sortie, l'album — même s'il entre encore dans de nombreux classements — ne connaît finalement qu'un succès limité, confirmant la tendance amorcée les années précédentes.
Le 11 avril 2017, Toby Smith, ancien claviériste et membre historique du groupe, s'éteint des suites d'un cancer à l'âge de 46 ans,. Pour le site disquaire day, Jay Kay propose un vinyle de 2 titres Everybody's Going to The Moon et Deeper Underground (Chillington Mix) inédits dans ce format en nombre limité et numéroté dédié à son ami à qui il rend hommage au dos de la pochette et dont les gains vont à la recherche pour la lutte contre le cancer.

### Neuvième album à venir
Jay Kay annonce, à l'occasion de la réédition du single Everybody's Going to the Moon, que le groupe travaille sur un nouvel album studio. En mars 2024, Kay déclare que les sessions d'enregistrement de celui-ci sont en cours puis en novembre de la même année, Jamiroquai annonce une tournée en Europe en 2025, The Heels of Steel Tour, qui doit débuter à la fin de cette année-là (leur première depuis 2019).

## Style musical
Au cours de sa carrière, Jamiroquai incorpore des éléments de funk, de pop, de soul, de disco, d'acid jazz, de musique électronique ou encore de rock dans sa musique. Le style musical du groupe évoluant au fil des albums, il est difficile de lui affilier un genre particulier. Toutefois, la voix du chanteur, sa rythmique laisse penser à une influence du Stevie Wonder des années 1970, le son du groupe ressemblant aux productions de la Motown de la même époque pour ses 4 premiers albums.

## Membres

### Membres actuels
- Jay Kay – chant (depuis 1992)
- Rob Harris – guitare (depuis 2000)
- Paul Turner – basse (depuis 2005)
- Derrick McKenzie – batterie (depuis 1994)
- Sola Akingbola – percussions, chœurs (depuis 1994)
- Matt Johnson – claviers (depuis 2002)
- Nate Williams – claviers, guitare, chœurs (depuis 2017)

### Anciens membres
- Nick Van Gelder – batterie (1992–1993)
- Maurizio Ravalico – percussions (1992–1994)
- Gavin Dodds – guitare (1992–1994)
- Stuart Zender – basse (1992-1998)
- Nick fyffe – basse (1999–2004)
- Wallis Buchanan – didgeridoo (1992–1999)
- Toby Smith – claviers (1992–2002)
- Simon Carter - claviers (1999-2003)

## Vidéographie
- 2002 : Live In Verona
- 2006 : High Times - Singles 1992-2006
- 2007 : Live at Montreux 2003